# Ischnosoma zipapertum
Ischnosoma zipapertum (лат.) — вид жуков-стафилинид рода Ischnosoma из подсемейства Mycetoporinae.

## Распространение
Китай (Yunnan).

## Описание
Мелкие коротконадкрылые жуки. Длина тела от 3,1 до 3,5 мм. Усики около 1 мм. Ширина головы от 0,40 до 0,45 мм. Основная окраска красновато-коричневая. Ischnosoma zipapertum второй вид из видовой группы I. spelaeum species group, обнаруженный в Китае. Вид был впервые описан в 2016 году чешским энтомологом Matúš Kocian (Department of Ecology, Faculty of Environmental Sciences, Чешский агротехнический университет, Прага, Чехия) и Michael Schülke (Музей естествознания, Leibniz Institute for Research on Evolution and Biodiversity при Берлинском университете имени Гумбольдта, Берлин, Германия).